# Шофёр мисс Дэйзи
«Шофёр мисс Дэ́йзи» (англ. Driving Miss Daisy) — американский художественный фильм, поставленный режиссёром Брюсом Бересфордом по пьесе и сценарию лауреата Пулитцеровской премии Альфреда Ури. В 1990 году фильм завоевал четыре премии «Оскар» (в том числе в номинациях «Лучшая актриса», «Лучший сценарий» и «Лучший фильм»), а также иные престижные кинопремии.

## Сюжет
1948 год. Живущая в Атланте 72-летняя вдова владельца ткацко-прядильной фабрики школьная учительница на пенсии Дэйзи Уэртан живёт в собственном доме с экономкой Иделлой. Когда Дэйзи из-за проблем со зрением на своём Chrysler Windsor въезжает в соседский забор, её 40-летний сын Були покупает ей Hudson Commodore и нанимает водителем 60-летнего афроамериканца Хоука Колберна. Мисс Дэйзи сначала отказывается позволять кому-либо водить её машину, но Хоук убеждает её довериться ему. Позже она пытается заставить сына уволить Хоука после того, как обнаруживает пропажу банки с лососем в кладовой. Однако ей нечего сказать, когда Хоук приходит из супермаркета с новой банкой и поясняет, что съел её лосося потому, что она оставила ему на обед испортившуюся ветчину.
Когда мисс Дэйзи и Хоук проводят время вместе, она ценит его многочисленные навыки и с помощью своего опыта учит его читать. После смерти Иделлы весной 1963 года, вместо того, чтобы нанять новую домработницу, мисс Дэйзи решает сама заботиться о своем доме, а Хоук будет готовить и водить машину. Тем временем он покупает машину на которой возил хозяйку после того, как её обменивают на более новую модель, а также договаривается с Були о повышении заработной платы.
После взрыва бомбы в её синагоге мисс Дэйзи  понимает, что она тоже является жертвой расовых предубеждений. Но американское общество претерпевает радикальные изменения, и мисс Дэйзи посещает ужин, на котором доктор Мартин Лютер Кинг-младший произносит речь. Сначала она приглашает Були на ужин, но он из-за опасений повредить своей репутации в кругах местной элиты отказывается и предлагает мисс Дэйзи пригласить Хоука. Однако мисс Дэйзи просит его быть её гостем только во время поездки на машине на мероприятие и в конечном итоге посещает ужин в одиночестве. Хоук, оскорблённый манерой приглашения, слушает речь по автомобильному радио.
1971 год. Хоук приходит в дом и обнаруживает, что мисс Дэйзи взволнована и проявляет признаки слабоумия, полагая, что она снова молодая учительница. Хоук успокаивает её разговором, в ходе которого она называет его своим «лучшим другом». Були принимает меры, чтобы мисс Дэйзи поселилась в доме престарелых.
1973 год. Хоук уходит на пенсию из-за потери зрения, Були отвозит его в дом престарелых, чтобы навестить мисс Дэйзи. Затем он кормит её пирогом после того, как они вспоминают былое. В финальной сцене показана первая поездка мисс Дэйзи и Хоука.

## В ролях
- Морган Фримен — Хоук Колберн

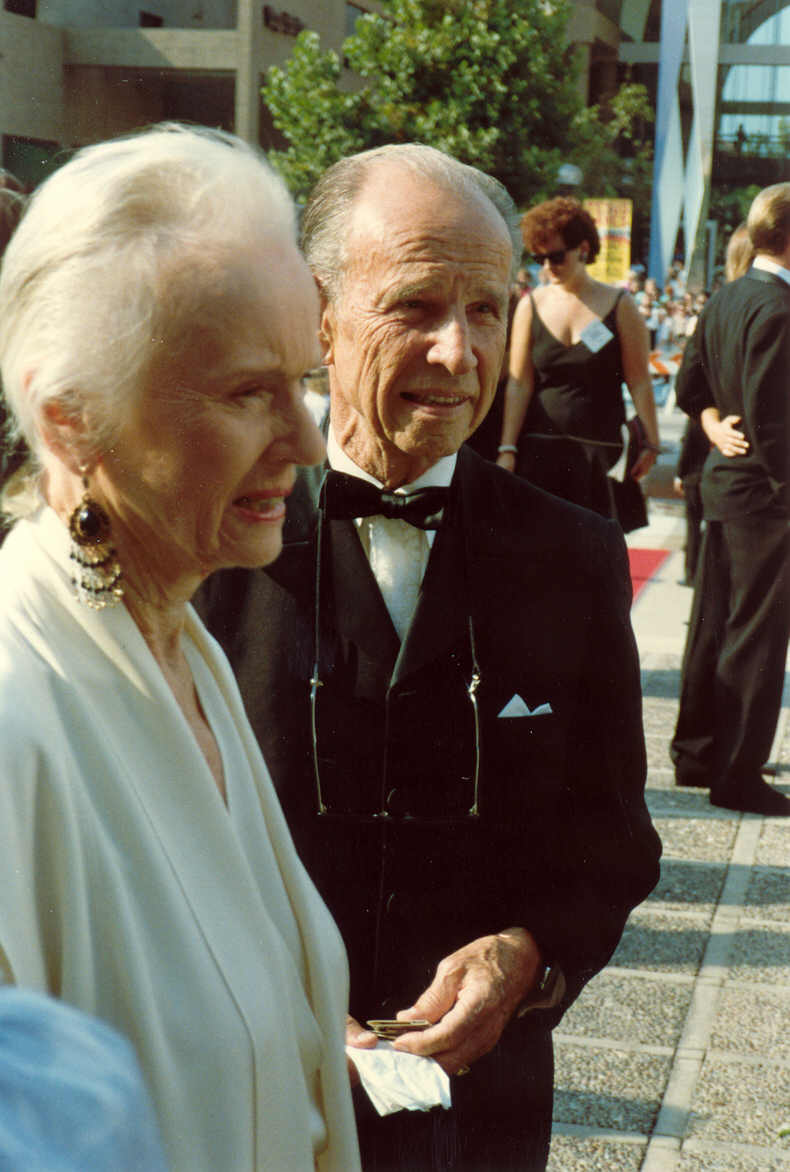
Джесика Тэнди (слева) в 1988 году

- Джессика Тэнди — мисс Дэйзи Уэртан
- Дэн Эйкройд — Були Уэртан
- Пэтти Люпон — Флорин Уэртан
- Эстер Ролли — Иделла
- Джоанн Хаврилла — мисс Макклетчи
- Кристал Фокс  — Кейти Белл

## Награды и номинации
- 1989 — 2 премии Национального совета кинокритиков США: лучший фильм и лучший актёр (Морган Фримэн).
- 1990 — приз «Серебряный медведь» Берлинского кинофестиваля лучшей актёрской команде (Джессика Тэнди и Морган Фримэн).
- 1990 — 4 премии «Оскар»: лучший фильм (Лили Фини Занук, Ричард Занук), лучший адаптированный сценарий (Альфред Ури), лучшая актриса (Джессика Тэнди; получив награду, Тэнди стала старейшей актрисой, удостоенной премии Американской киноакадемии[5]), лучший грим (Манлио Роккетти, Линн Барбер, Кевин Хэни). Лента была также номинирована ещё в 5 категориях: лучший актёр (Морган Фримэн), лучший актёр второго плана (Дэн Эйкройд), лучший монтаж (Марк Уорнер), лучшая работа художников и декораторов (Бруно Рубео и Криспиан Саллис), лучшие костюмы (Элизабет Макбрайд).
- 1990 — 3 премии «Золотой глобус»: лучшая комедия или мюзикл, лучший актёр в комедии или мюзикле (Морган Фримэн), лучшая актриса в комедии или мюзикле (Джессика Тэнди).
- 1990 — 3 номинации на American Comedy Awards: лучший актёр (Морган Фримэн), лучшая актриса (Джессика Тэнди), лучший актёр второго плана (Дэн Эйкройд).
- 1990 — премия «Давид ди Донателло» лучшей зарубежной актрисе (Джессика Тэнди).
- 1990 — Премия Гильдии сценаристов США за лучший адаптированный сценарий (Альфред Ури).
- 1991 — премия BAFTA лучшей актрисе (Джессика Тэнди), а также 3 номинации: лучший фильм (Лили Фини Занук, Ричард Занук, Брюс Бересфорд), лучшая режиссура (Брюс Бересфорд), лучший адаптированный сценарий (Альфред Ури).
- 1991 — номинация на премию «Грэмми» за лучшую инструментальную композицию, написанную для кино или телевидения (Ханс Циммер).